# Ligue 1 2024-2025 (Senegal)
La Ligue 1 2023-2024 è stata la 62ª edizione della massima divisione del campionato di calcio del Senegalm e la 17ª sotto questa denominazione. Il campionato sarebbe dovuto iniziare il 30 settembre 2024, ma la prima gara è stata rimandata al 19 ottobre, mentre il termine è stato il 29 giugno 2025. Il Teungueth era la squadra campione in carica.
Il campionato è stato vinto dal Diaraf, al suo tredicesimo titolo nazionale.

## Stagione

### Novità
Al termine della stagione precedente sono state retrocesse in Ligue 2 Stade de Mbour e Diambars, ultime due classificate del campionato. Al loro posto, in virtù della riforma del campionato che prevede l'allargamento a 16 partecipanti, sono state promosse quattro squadre: Wally Daan, A.S.C. des HLM, Oslo FA Dakar e Saltigues Rufisque (AJEL).

### Formula
Le 16 squadre partecipanti giocano un girone all'italiana con partite di andata e ritorno, per un totale di 30 giornate. Al termine della stagione, la prima classificata è campione del Senegal e si qualifica per la CAF Champions League 2025-2026, mentre la seconda classificata si qualifica per la Coppa della Confederazione CAF 2025-2026. Le ultime due classificate sono retrocesse invece in Ligue 2. 

## Squadre partecipanti
| Squadra                   | Città       | Stagione precedente  |
| ------------------------- | ----------- | -------------------- |
| A.S.C. des HLM            | Dakar       | Ligue 2              |
| Casa Sports               | Ziguinchor  | 12° in Ligue 1       |
| Dakar Sacré-Cœur          | Dakar       | 3° in Ligue 1        |
| Diaraf                    | Dakar       | 2° in Ligue 1        |
| Génération Foot           | Dakar       | 11° in Ligue 1       |
| Gorée                     | Dakar       | 7° in Ligue 1        |
| Guédiawaye                | Dakar       | 4° in Ligue 1        |
| Jamono Fatick             | Fatick      | 8° in Ligue 1        |
| La Linguère               | Saint-Louis | 9° in Ligue 1        |
| Oslo FA Dakar             | Dakar       | Ligue 2              |
| Ouakam                    | Dakar       | 10° in Ligue 1       |
| Pikine                    | Pikine      | 5° in Ligue 1        |
| Saltigues Rufisque (AJEL) | Rufisque    | Ligue 2              |
| Sonacos                   | Diourbel    | 6° in Ligue 1        |
| Teungueth                 | Rufisque    | Campione del Senegal |
| Wally Daan                | Thiès       | Ligue 2              |

## Classifica
|                    | Pos. | Squadra                   | Pt | G  | V  | N  | P  | GF | GS | DR  |
| ------------------ | ---- | ------------------------- | -- | -- | -- | -- | -- | -- | -- | --- |
| Senegal (bandiera) | 1.   | Diaraf                    | 54 | 30 | 15 | 9  | 6  | 36 | 19 | +17 |
|                    | 2.   | Gorée                     | 51 | 30 | 14 | 9  | 7  | 27 | 19 | +8  |
|                    | 3.   | Génération Foot           | 46 | 30 | 12 | 10 | 8  | 36 | 28 | +8  |
|                    | 4.   | Ouakam                    | 46 | 30 | 11 | 13 | 6  | 27 | 19 | +8  |
|                    | 5.   | Wally Daan                | 42 | 30 | 10 | 12 | 8  | 21 | 19 | +2  |
|                    | 6.   | Saltigues Rufisque (AJEL) | 42 | 30 | 10 | 12 | 8  | 25 | 24 | +1  |
|                    | 7.   | La Linguère               | 40 | 30 | 9  | 13 | 8  | 29 | 29 | 0   |
|                    | 8.   | Dakar Sacré-Cœur          | 39 | 30 | 10 | 9  | 11 | 30 | 29 | +1  |
|                    | 9.   | Pikine                    | 39 | 30 | 9  | 12 | 9  | 19 | 21 | -2  |
|                    | 10.  | Guédiawaye                | 38 | 30 | 8  | 14 | 8  | 28 | 30 | -2  |
|                    | 11.  | Teungueth                 | 36 | 30 | 8  | 12 | 10 | 26 | 33 | -7  |
|                    | 12.  | Casa Sports               | 34 | 30 | 7  | 13 | 10 | 19 | 22 | -3  |
|                    | 13.  | Sonacos                   | 32 | 30 | 7  | 11 | 12 | 20 | 26 | -6  |
|                    | 14.  | A.S.C. des HLM            | 31 | 30 | 6  | 13 | 11 | 20 | 29 | -9  |
|                    | 15.  | Oslo FA Dakar             | 31 | 30 | 8  | 7  | 15 | 25 | 41 | -16 |
|                    | 16.  | Jamono Fatick             | 29 | 30 | 6  | 11 | 13 | 25 | 35 | -10 |

Legenda
      Campione del Senegal e ammessa alla CAF Champions League 2025-2026.
      Ammessa alla Coppa della Confederazione CAF 2025-2026.
      Retrocessa in Ligue 2 2025-2026.
Note:
Tre punti a vittoria, uno a pareggio, zero a sconfitta.